# American Alpha
Gli American Alpha sono stati un tag team di wrestling attivo in WWE tra il 2015 e il 2017, composto da Chad Gable e Jason Jordan.
Prima di essere promossi nel main roster, facevano parte di NXT, dove hanno vinto una volta l'NXT Tag Team Championship. Dopo il passaggio a SmackDown nell'estate del 2016, i due hanno conquistato una volta lo SmackDown Tag Team Championship.

## Storia

### NXT(2015–2016)
A partire da maggio 2015, il nuovo arrivato ad NXT Chad Gable ha iniziato una storyline con Jason Jordan, in cui ha tentato di convincerlo a formare una nuova partnership, a seguito dello scioglimento della squadra di Jordan con Tye Dillinger. Dopo quasi due mesi di moine, Jordan ha finalmente accettato un tag team match con Gable come il suo compagno di squadra. Nella puntata del 15 luglio di NXT, Jordan e Gable hanno avuto successo nella loro debutto ufficiale insieme contro la squadra di Elias Samson e Steve Cutler. Il 2 settembre, Jordan e Gable gareggiano nel primo turno del torneo Dusty Rhodes Tag Team Classic battendo la squadra di Neville e Solomon Crowe. Dopo aver sconfitto gli Hype Bros nel secondo turno, sarebbero stati eliminati dal torneo nelle semifinali, dal team di Baron Corbin e Rhyno, e ne escono a testa altissima dal torneo. Nella puntata del 20 gennaio di NXT Jordan e Gable, durante una vignetta filmata durante il tour WWE in India, annunciano il nome del loro tag team: American Alpha. Durante la puntata di NXT del 3 marzo 2016 gli American Alpha hanno sconfitto il team Vaudevillains ottenendo lo status di contendenti n°1 per l'NXT Tag Team Championship. Jordan e Gable affrontano i campioni di coppia dei Revival il 1º aprile 2016 a NXT TakeOver: Dallas e vincono i titoli di coppia. L'8 giugno, però, hanno perso i titoli proprio contro i Revival a NXT TakeOver: The End. Falliscono l'assalto ai titoli anche nella puntata di NXT del 6 luglio, quando sono stati sconfitti dai Revival in un 2-out-of-3 Tag Team Falls match per 2-1.

### Main roster (2016–2017)
Con la Draft Lottery del 19 luglio, Gable e Jordan sono stati promossi nel roster principale e sono stati trasferiti nel roster di SmackDown. Hanno fatto il loro debutto ufficiale nel main roster nella puntata di SmackDown del 2 agosto sconfiggendo i Vaudevillains. Nella puntata di SmackDown del 9 agosto Gable e Jordan sconfiggono facilmente Mikey O'Shea e Mike Vega, due jobber locali. Nella puntata di SmackDown del 16 agosto gli American Alpha, gli Hype Bros e gli Usos hanno sconfitto i Vaudevillains, i Breezango e gli Ascension in un 12-Man Tag Team match. La scena si è ripetuta nel kickoff di SummerSlam quando gli American Alpha, gli Hype Bros e gli Usos hanno sconfitto i Breezango, gli Ascension e i Vaudevillains in un altro 12-Man Tag Team match. Nella puntata di SmackDown del 23 agosto è stato annunciato il WWE SmackDown Tag Team Championship e, per questo motivo, è stato indetto un torneo per decretare i due team che si affronteranno l'11 settembre a Backlash. Quella stessa sera gli American Alpha hanno affrontato e sconfitto i Breezango nei quarti di finale. Nella puntata di SmackDown del 6 settembre gli American Alpha hanno affrontato e sconfitto gli Usos in ventotto secondi, qualificandosi per la finale; tuttavia gli Usos hanno effettuato un turn heel attaccando brutalmente Gable, infortunandolo (kayfabe). Questo ha fatto sì che gli American Alpha venissero costretti a lasciare il torneo e il posto vacante per la finale sarà assegnato al vincitore del match tra gli Usos e gli Hype Bros (altri semifinalisti). Nella puntata di SmackDown del 20 settembre gli American Alpha, nonostante l'infortunato Gable, hanno affrontato gli Usos per decretare i contendenti n°1 al WWE SmackDown Tag Team Championship di Heath Slater e Rhyno ma sono stati sconfitti. Nella puntata di SmackDown del 27 settembre gli American Alpha, Heath Slater e Rhyno sono stati sconfitti dagli Usos e dagli Ascension. Il 9 ottobre nel Kick-off di No Mercy gli American Alpha e gli Hype Bros hanno sconfitto gli Ascension e i Vaudevillains. Nella puntata di Main Event del 20 ottobre gli American Alpha hanno sconfitto gli Ascension. Nella puntata di Main Event del 20 ottobre gli American Alpha hanno sconfitto i Vaudevillains. Nella puntata di SmackDown del 1º novembre gli American Alpha hanno affrontato e sconfitto la Spirit Squad (Kenny e Mikey), entrando a far parte del Team SmackDown per Survivor Series. Nella puntata di Main Event dell'11 novembre Jordan ha sconfitto Viktor degli Ascension. Il 20 novembre a Survivor Series gli American Alpha hanno partecipato al 10-on-10 Traditional Survivor Series Tag Team Elimination match come parte del Team SmackDown contro il Team Raw ma sono stati eliminati da Luke Gallows e Karl Anderson, mentre il Team Raw ha vinto l'incontro. Nella puntata di SmackDown del 22 novembre gli American Alpha hanno vinto un Tag Team Turmoil match per decretare i contendenti n°1 al WWE SmackDown Tag Team Championship di Heath Slater e Rhyno (che includeva anche gli Ascension, i Breezango, gli Hype Bros e i Vaudevillains) eliminando per ultimi gli Usos, ma nel finale, sono stati minacciati da Bray Wyatt e Randy Orton. Nella puntata di SmackDown del 29 novembre gli American Alpha sono stati sconfitti da Wyatt e Orton, i quali sono diventati i contendenti n°1 al WWE SmackDown Tag Team Championship. Il 4 dicembre, nel Kick-off di TLC: Tables, Ladders & Chairs, gli American Alpha, gli Hype Bros e Apollo Crews hanno sconfitto gli Ascension, i Vaudevillains e Curt Hawkins. Nella puntata di SmackDown del 13 dicembre gli American Alpha hanno partecipato ad una Battle royal che comprendeva anche gli Ascension, i Breezango, Heath Slater e Rhyno, gli Hype Bros e i Vaudevillains ma sono stati eliminati, mentre gli Hype Bros si sono aggiudicati la contesa, diventando i contendenti n°1 al WWE SmackDown Tag Team Championship. Nella puntata di SmackDown del 27 dicembre gli American Alpha hanno vinto un Four Corners Elimination match per il WWE SmackDown Tag Team Championship che includeva anche gli Usos, Heath Slater e Rhyno e Luke Harper e Randy Orton della Wyatt Family (i campioni), diventando per la prima volta WWE SmackDown Tag Team Champions. Gli American Alpha hanno eliminato per ultimi Harper e Orton per vincere il match e il titolo, diventando i primi wrestler ad aver detenuto il titolo di coppia di NXT e successivamente un titolo del main roster.
Nella puntata di SmackDown del 3 gennaio 2017 gli American Alpha hanno sconfitto in poco tempo i Breezango e, nel post match, sono stati minacciati dalla Wyatt Family. Nella puntata di SmackDown del 10 gennaio gli American Alpha hanno difeso con successo i titoli di coppia contro Bray Wyatt e Randy Orton della Wyatt Family. Nella puntata di SmackDown del 7 febbraio gli American Alpha, i Breezango e Heath Slater e Rhyno sono stati sconfitti dagli Ascension, gli Usos e i Vaudevillains. Il 12 febbraio, ad Elimination Chamber, gli American Alpha hanno difeso con successo i titoli in un Tag Team Turmoil match che includeva anche gli Ascension, i Breezango, Heath Slater e Rhyno, gli Usos e i Vaudevillains. Nella puntata di SmackDown del 14 febbraio gli American Alpha hanno sconfitto gli Ascension. Nella puntata di SmackDown del 21 febbraio gli American Alpha hanno sconfitto i Breezango. Nella puntata di SmackDown del 14 marzo gli American Alpha sono stati sconfitti dagli Usos. Nella puntata di SmackDown del 21 marzo gli American Alpha hanno perso il WWE SmackDown Tag Team Championship contro gli Usos dopo 84 giorni di regno. Nella puntata di SmackDown del 28 marzo gli American Alpha, Heath Slater, Rhyno e Mojo Rawley hanno sconfitto Dolph Ziggler, i Breezango e gli Usos. Il 2 aprile, nel Kick-off di WrestleMania 33, gli American Alpha hanno partecipato all'annuale André the Giant Memorial Battle Royal ma sono stati eliminati. Nella puntata di SmackDown dell'11 aprile gli American Alpha hanno affrontato gli Usos per il WWE SmackDown Tag Team Championship ma sono stati sconfitti, fallendo l'assalto ai titoli. Nella puntata di SmackDown del 18 aprile gli American Alpha sono stati sconfitti dai Colóns. Nella puntata di SmackDown del 25 aprile gli American Alpha hanno sconfitto i Colóns in un Beat the Clock Challenge match.
Nella puntata di SmackDown del 20 giugno Chad Gable ha risposto alla Open Challenge di Kevin Owens per lo United States Championship, venendo tuttavia sconfitto. Il 4 luglio, a SmackDown, Gable è stato sconfitto da AJ Styles, fallendo dunque nell'opportunità di inserirsi nella Independence Day Battle Royal per determinare il contendente n°1 allo United States Championship di Kevin Owens. Successivamente, Gable ha annunciato di voler continuare la sua carriera da solista nel wrestling.
Il 17 luglio Jason Jordan è passato al roster di Raw dopo essersi rivelato come figlio illegittimo del General Manager Kurt Angle. Questo ha di fatto segnato la fine degli American Alpha.

## Nel wrestling

### Mosse finali
- Belly to back di Jordan seguito da un Bridging high-angle belly-to-back suplex di Gable
- Electric chair lift di Jordan seguito da un Diving bulldog di Gable

## Titoli e riconoscimenti
- WWE
  - NXT Tag Team Championship (1)
  - WWE SmackDown Tag Team Championship (1)[1]